# Terbez
Der Terbez ist ein gut 7 Kilometer langer linker Nebenfluss der Schüss im Berner Jura.

## Geographie

### Verlauf
Der Terbez entspringt im Tal der Alpweide Combe de Büren (Unter-Bürenberg) im Gemeindegebiet von Romont unweit der Kantonsgrenze zu Solothurn.
Der Bach fliesst in westsüdwestlicher Richtung durch ein Längstal des Faltenjuras südlich des Bergrückens Montoz, berührt auf einer ganz kurzen Strecke das Gebiet von Sauge und liegt zum grössten Teil in der Gemeinde Péry-La Heutte. Von rechts fliessen ihm zwei kurze Seitenbäche, der Loch und die Rontues, zu. Südlich der Ruine der Burg Châtillon bei Péry ist der Bach eingedolt und führt unter einer Häusergruppe, der Hauptstrasse 6 und dem Gleisfeld des Bahnhofs Reuchenette-Péry hindurch. Die Hauptstrassenbrücke heisst Pont de la Reuchenette. Auf der Südseite der Gleise mündet er in die Schüss.

### Zuflüsse
- Le Loch (rechts), 1,5 km
- Les Rontues (rechts), 1,2 km